# وزارة الزراعة (أذربيجان)
وزارة الزراعة الأذربيجانية (بالأذرية: Azərbaycan Kənd Təsərrüfatı Nazirliyi) هي حاليًا السلطة التنفيذية المختصة التي تشكل وتنفذ سياسة الدولة في مجال الزراعية في أذربيجان، والمسؤولة عن الزراعة بأذربيجان. وزير لوزارة الزراعة هو مجنون محمدوف منذ 14 أبريل لعام 2023.

## نشأة الوزارة
منذ عام 1986، كانت موجودة تحت اسم لجنة الزراعة الحكومية. من 1992 إلى 1993 كانت تعمل كوزارة الزراعة والغذاء.
ولاحقا في 1993 تم تغيير إسمها إلى «وزارة الزراعة».
تمت إعادة تنظيم وزارة الزراعة في جمهورية أذربيجان بموجب القرار لرئيس جمهورية أذربيجان رقم 467 المؤرخ 23 أكتوبر 2004 «بشأن التدابير الرامية إلى تحسين الإدارة في القطاع الزراعي».

## وظائف الوزارة
- تطوير وتنفيذ سياسة الدولة في القطاع الزراعي، بما في ذلك إنتاج وتجهيز المنتجات الزراعية في جمهورية أذربيجان، وتوفير الخدمات اللازمة للمنتجين، واستصلاح الأراضي وإدارة المياه، والطب البيطري، وحماية النباتات والحجر الصحي، والاستخدام الفعال للأراضي.
- اتخاذ تدابير لضمان إصلاح القطاع الزراعي والتعجيل بتنمية القطاع الخاص.
- تحديد الاتجاهات الأساسية لتنمية القطاع الزراعي واتخاذ تدابير لإعمالها.
- تطوير البرامج تهدف إلى تنمية القطاع الزراعي وضمان تنفيذه.
- التعاون الدولي في القطاع الزراعي.
- نفذ واجبات أخرى منصوص عليها في تشريعات جمهورية أذربيجان.

## الوزراء (المسؤولين)
- مجنون محمدوف (14 أبريل 2023 - الآن)
- إينام كريموف (21 أبريل 2018[4] - 4 أبريل 2023)
- حيدر آسدوف (22 أكتوبر 2013[5] – 21 أبريل 2018)